# Placówka Straży Celnej „Rudolfsdorf”

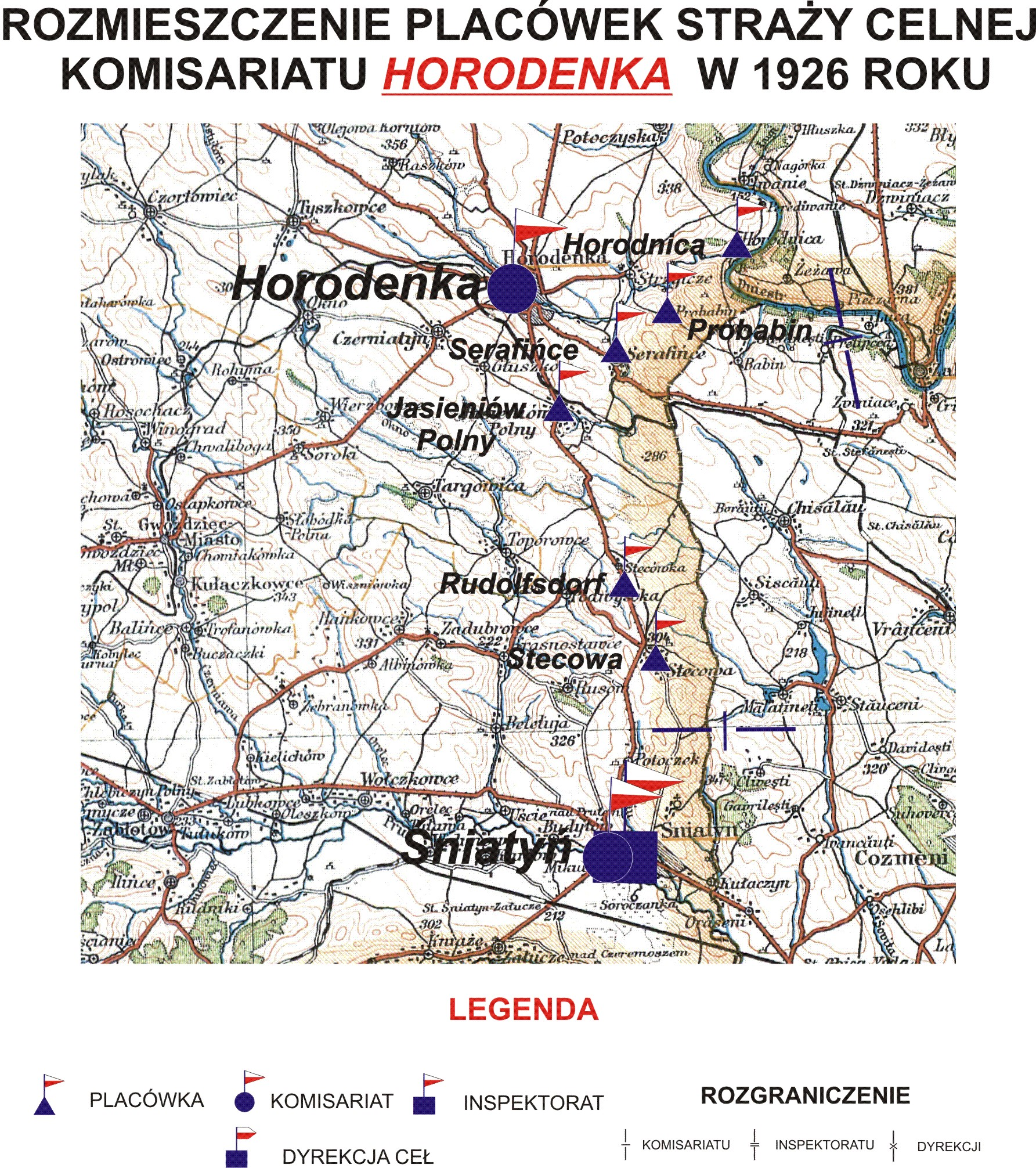
Rozmieszczenie placówek SC komisariatu Horodenka w 1926 r.

Placówka Straży Celnej „Rudolfsdorf” – jednostka organizacyjna Straży Celnej pełniąca w okresie międzywojennym służbę ochronną na granicy polsko-rumuńskiej.

## Formowanie i zmiany organizacyjne
Na wniosek Ministerstwa Skarbu, uchwałą z 10 marca 1920 roku, powołano do życia Straż Celną. Jednostki Straży Celnej rozpoczęły przejmowanie odcinków granicy od pododdziałów Batalionów Celnych. W 1921 roku w Horodence stacjonował sztab 2 kompanii 11 batalionu celnego. Kompania wystawiała między innymi placówkę w Rudolfsdorfie. Proces tworzenia Straży Celnej trwał do końca 1922 roku. Placówka Straży Celnej „Rudolfsdorf” weszła w podporządkowanie komisariatu Straży Celnej „Horodenka” z Inspektoratu SC „Śniatyn”.
W drugiej połowie 1927 roku przystąpiono do gruntownej reorganizacji Straży Celnej. W praktyce skutkowało to rozwiązaniem tej formacji granicznej. Ochronę północnej, zachodniej i południowej granicy państwa przejęła powołana z dniem 2 kwietnia 1928 roku Straż Graniczna. W strukturach nowo powstałej formacji placówki „Rudolfsdorf” nie odtworzono.

## Funkcjonariusze placówki
Kierownicy placówki
| stopień          | imię i nazwisko, numer | okres pełnienia służby | kolejne stanowisko |
| ---------------- | ---------------------- | ---------------------- | ------------------ |
| starszy strażnik | Franciszek Dolny (617) | był w 1926             |                    |

Obsada personalna placówki w 1926:
- starszy strażnik Franciszek Dolny (617)
- starszy strażnik Józef Płóciniak (626)
- strażnik Leon Kiwcki (500)
- strażnik Franciszek Kołodziej (1649)
- strażnik Antoni Kuźniar (1650)
- strażnik Bronisław Kociński (586)
- strażnik Franciszek Podkowiński (901)